# Martin Falkowski
Martin Falkowski (* 1976) ist ein ehemaliger deutscher Footballspieler.

## Laufbahn
Falkowskis Footballlaufbahn begann im Alter von 13 Jahren bei den Bochum Cadets, 2001 wechselte der Runningback vom Zweitligisten Bochum zu den Assindia Cardinals nach Essen und damit in die höchste deutsche Spielklasse. Der hauptberuflich als Polizist tätige Falkowski spielte bis 2011 in Essen.
Als Mitglied der deutschen Nationalmannschaft wurde er 2001 Europameister, 2005 Sieger der World Games in Duisburg, 2000 und 2005 jeweils EM-Zweiter und 2003 Dritter der Weltmeisterschaft.
2008 wurde Falkowski das Silberne Lorbeerblatt verliehen.